# Jambangan (Kawedanan)
Jambangan is een bestuurslaag in het regentschap Magetan van de provincie Oost-Java, Indonesië. Jambangan telt 1320 inwoners (volkstelling 2010).